# Ruud Vormer
Ruud Vormer (* 11. Mai 1988 in Hoorn) ist ein niederländischer Fußballspieler. Seit Sommer 2014 steht der Mittelfeldspieler beim FC Brügge in Belgien unter Vertrag und ist seit Januar 2023 an Ligakonkurrenten SV Zulte Waregem ausgeliehen.

## Karriere

### Vereine
Vormer spielte in der Jugendabteilung des AZ Alkmaar, wo er zum Teil auch als Mannschaftskapitän auflief. In dieser Position führte er seine Mannschaft 2006 bei einem internationalen Turnier mit Mannschaften wie SC Internacional, Atlético Madrid und Olympique Marseille in das Finale des Turniers, wo man jedoch mit 0:2 gegen den brasilianischen Verein SC Internacional verlor. Nach Abschluss des Wettbewerbes wurde Vormer von den Zuschauern zum Publikumsliebling gewählt und ausgezeichnet. Vor seinem Kontrakt mit dem AZ lief er bereits für die Jugendmannschaften von Hollandia und De Blokkers auf. Seit der Saison 2006/07 gehört er dem Profikader der Rot-Weißen an. Noch im gleichen Jahr gab er im Spiel gegen Twente Enschede sein Debüt in der höchsten niederländischen Spielklasse. Zwei weitere Spiele sollten in diesem Jahr folgen. Am Ende der Saison konnte er mit Alkmaar den 3. Platz erreichen. In der darauf kommenden Saison zählte er noch immer nicht zu dem Stammpersonal, konnte aber auf mehr Einsätze hoffen.
Im Sommer 2008 wechselte Vormer zum Ligakonkurrenten Roda Kerkrade. Unter Trainer Raymond Atteveld schaffte der Mittelfeldspieler dann den Sprung in die Stammelf. Die Saison verlief jedoch nicht optimal und bereits im Oktober wurde Atteveld durch Martin Koopman und dieser einen Monat später durch Harm van Veldhoven ersetzt. Vormer schaffte es auch unter diesen einen festen Platz in der Mannschaft zu halten. Zum Saisonende stand Roda auf einem Relegationsplatz und musste sich über den FC Dordrecht und Cambuur Leeuwarden die Klasse sichern, was auch gelang.
Ein Jahr später gelang es Vormer mit seinem Team einen gesicherten Mittelfeldplatz zu erspielen und 2010/11 sogar Rang sechs. In beiden Spielzeiten war er stets Leistungsträger und absolvierte 30 oder mehr Ligaspiele für seinen Klub.
Bereits im Dezember 2011 wurde sein Wechsel ab der Saison 2012/13 zu Feyenoord Rotterdam vereinbart. Sein neuer Vertrag lief über drei Jahre. Zur Saison 2014/15 wechselte Vormer zum belgischen Erstdivisionär FC Brügge und unterschrieb dort einen Vertrag mit vier Jahren Laufzeit. Seit der Saison 2017/18 ist er Mannschaftskapitän. Im Sommer 2018 wurde sein Vertrag bis zum Ende der Saison 2021/22 verlängert.
In der Saison 2020/21 bestritt 37 von 40 möglichen Ligaspiele für den FC Brügge, bei denen er sechs Tore schoss, sowie zwei Pokal- und acht Europapokalspiele mit jeweils einem Tor. In der Saison 2021/22 waren es 29 von 40 möglichen Ligaspielen mit fünf Toren, drei Pokal- und vier Champions-League-Spiele. In der Folgesaison spielte er lediglich bei zwei von 18 möglichen Ligaspielen zu Anfang der Saison und im gewonnenen Spiel um den Supercup.
Anfang Januar 2023 wechselte er zu Ligakonkurrenten SV Zulte Waregem mit einer Vertragslaufzeit bis zum Ende der Saison 2024/25. Dabei wurde er für den Rest der Saison 2022/23 ausgeliehen. Dort bestritt er 10 von 16 möglichen Ligaspielen, in denen er ein Tor schoss, und zwei Pokalspiele mit ebenfalls einem Tor.

### Nationalmannschaft
Mit der niederländischen U17 konnte Vormer 2005 bei der Weltmeisterschaft in Peru die bronzene Medaille gewinnen. Einzig im Halbfinale musste man sich gegen den späteren Titelträger aus Mexiko mit 4:0 geschlagen geben.
Für die U20 lief er 3 mal auf.
Vormer war zudem U-21 Nationalspieler seines Landes und wurde für das Turnier von Toulon 2008 in Frankreich nominiert. 2009 wurde er erneut in den Kader der U21 für das Turnier von Toulon berufen.
Erst 2018 gehörte er viermal zum Kader der A-Nationalmannschaft und stand dann auch tatsächlich auf dem Platz: dreimal bei Freundschaftsspielen und einmal bei einem Spiel der UEFA Nations League.

## Titel und Erfolge
- FC Brügge
  - Belgischer Meister: 2015/16, 2017/18, 2019/20, 2020/21, 2022/22
  - Belgischer Pokalsieger: 2015
  - Gewinner belgischer Supercup: 2015, 2021, 2022 (2021 – nicht im Kader)
- Goldener Schuh (belgischer Fußballer des Jahres): 2017